# Appareil de voie
 (février 2022).
Si vous disposez d'ouvrages ou d'articles de référence ou si vous connaissez des sites web de qualité traitant du thème abordé ici, merci de compléter l'article en donnant les références utiles à sa vérifiabilité et en les liant à la section « Notes et références ».

Schéma animé d'un branchement dévié à droite, la voie A se divise en 2 : voie B (voie directe) voie C (voie déviée)

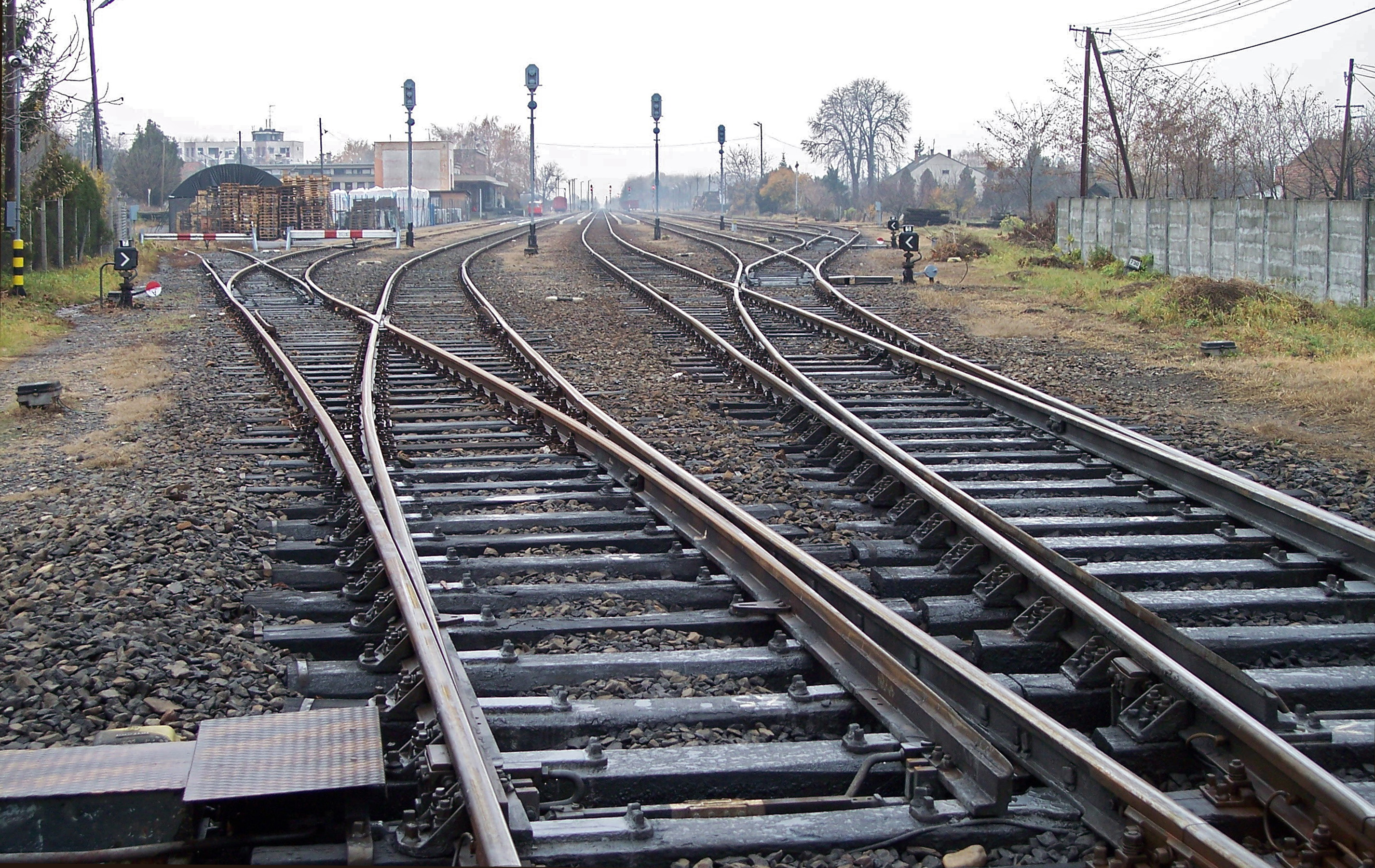
Un branchement est un type d'appareil de voie

Un appareil de voie (ADV, Suisse: AV) est un élément de la voie ferrée qui permet d'assurer le support et le guidage du matériel roulant ferroviaire sur un itinéraire donné, lorsque d'autres itinéraires en divergent ou le traversent (cette définition n'est valable ni pour les taquets dérailleurs ni pour les appareils de dilatation). Il permet entre autres d'assurer les bifurcations et les croisements d'itinéraires. En effet, le conducteur d'un train n'ayant aucune maîtrise de la direction prise par le convoi, ce sont les appareils de voie qui sont chargés de le guider et de l'orienter de façon mécanique et passive.
Il peut être commandé automatiquement ou manuellement depuis un poste d'aiguillage ou bien à pied d'œuvre (sur le terrain) par une personne habilitée.

## Caractéristiques générales
En général, les appareils de voie sont construits et pré-montés en atelier avant d'être installés à leur emplacement définitif (le montage définitif se faisant sur site).
Il existe plusieurs dispositifs regroupés sous le terme d'appareil de voie :
- les branchements (communément appelés aiguillages) à 2 voies (droits, gauches, enroulés intérieurs, enroulés extérieurs) ou 3 voies ;
- les traversées :
  - traversées obliques ;
  - traversées-jonctions simples ;
  - traversées-jonctions doubles ;

mais aussi :
- les pénétrations (quand une voie doit empiéter sur une voie voisine tout en restant distincte) ;
- les séparations (entre deux voies imbriquées d’écartements différents).

Les appareils de voie de type branchement sont souvent appelés aiguillages dans le langage courant (voir aiguille). Tous les autres types d'appareils de voie sont issus de la combinaison de ces catégories. Par exemple, une traversée jonction simple (TJS) est la combinaison d'un branchement simple avec une traversée oblique.
Parmi les figures qu'ils composent, on peut citer :
- les communications (2 branchements tête-bêche entre 2 voies parallèles) ;
- les communications croisées (figure symétrique à 4 branchements et 1 traversée entre deux voies parallèles) ;
- les bifurcations (de couples de voies parallèles, soit 2 branchements et 1 traversée).

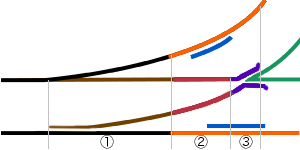
constitution d'un branchement :
1 : partie aiguillage
2 : partie intermédiaire
3 : partie croisement

## Les branchements
Dans le langage courant le branchement est appelé aiguillage (voir aiguillage).
Pour un appareil de voie de type branchement simple on distingue trois parties :
- la partie aiguillage qui comprend les aiguilles mobiles et les contre-aiguilles,
- la partie intermédiaire qui est assimilable à de la voie courante
- la partie croisement qui comprend le cœur de croisement et les contre-rails.

### La partie aiguillage
La partie aiguillage est la partie du branchement qui détermine la voie que prend le train : voie déviée ou voie directe.
Dans la partie aiguillage, on retrouve les deux aiguilles (ou lames d'aiguilles) et les deux contre-aiguilles. Chaque couple aiguille - contre-aiguille forme les deux demi-aiguillages.
En regardant de la pointe vers le talon du branchement, on détermine le demi-aiguillage de gauche et de droite.

#### Les tringles
Les deux aiguilles sont reliées entre elles au moyen de tringles d'écartement qui permettent de connecter les deux aiguilles : lorsque l’une est ouverte, l’autre est en appui sur sa contre-aiguille.
La composition de la tringlerie de renvoi  d'un appareil de voie est en général toujours la même. Elle varie seulement suivant la « tangente » de l'appareil de voie concerné (angle des voies au niveau du cœur).
Exemples de tangentes : 0.167 / 0.13 / 0.13C / 0.11 / 0.11L (long) et 0.10 C ou L en général avec simple attaque / 0.085 en général avec double attaque / 0.05, etc.
La tringlerie de l'appareil  se compose d'une tringle de manœuvre.
Les tringles de manœuvre permettent d'assurer la transmission du mouvement du moteur (MJ80) ou de la boîte de manœuvre  aux aiguilles.
D'une tringle d'accouplement: (permettant de relier le cémain gauche au cémain droite.
De plusieurs tringles d'écartement (voir entête du chapitre).
Dans les cas d'appareil à petite tangente, ce qui signifie d'une grande longueur, (0.085, 0.0654, 0.05, 0.0476, 0.034…), des tringles complémentaires s'additionnent à la composition standard, montage dit : Attaque Multiple.
On retrouvera en plus : une tringle d'accouplement renvoi, et la tringlerie de renvoi (suivant le nombre d'attaques.
Le renvoi sert à démultiplier la translation émise par le moteur pour faire bouger le talon d'aiguillage.
- Attaque simple : une tringle (parallèle à l'aiguillage), avec 2 arbres de renvoi (retour d'équerres) et en général un guide 1940, remplacé au fur et à mesure par le guide 2008.
- Attaques multiples : plusieurs tringles (2 au minimum et 3 arbres de renvoi au minimum), arbre de renvoi / retour d'équerre avec une équerre avec un coudé bas ou haut, à droite ou à gauche en pointe d'ADV, suivant si l'attaque multiple se trouve à droite ou à gauche de l'ADV. Une équerre intermédiaire  droite (plate) et une équerre droite (plate) en talon.

#### Les verrous ou griffes d'aiguille
Les aiguillages, sans mécanisme de verrouillage des aiguilles, sont franchissables, le plus souvent à 30 km/h maximum. Ce sont les aiguilles des voies de service et de certaines gares de croisement de voie unique.
D'autres aiguilles sont verrouillables par un verrou installé sur le levier de commande ou sur le système aiguille-contre aiguille. Les verrous ou griffes d'aiguille sont des dispositifs permettant d'immobiliser les pointes d'aiguille de manière à autoriser des vitesses importantes (plus de 40 km/h) lorsque l'aiguille est franchie en pointe ou sur sa voie déviée.
Certaines aiguilles sont actuellement franchissables au moins jusqu'à 350 km/h en voie directe. Les plus grands appareils sont franchissables à 250 km/h en voie déviée.
Lors de l'établissement du record du monde de vitesse sur la LGV Est Européenne, le 3 avril 2007, des appareils de voie ont été franchis à 560 km/h au PK 188 à 13h14, quelque 3 km après le record de 574,8 km/h. Les aiguilles étaient calées avec un dispositif fixe temporaire
La commande du verrou est très souvent conjuguée à la commande de l'aiguille.
Les quatre principaux verrous en France sont l'axial, l'individuel, le bardot et le VCC (Verrou Carter Coussinet).
Le verrou a deux positions : lancé (côté aiguille plaquée) ou retiré (côté aiguille ouverte).
Pour le VCC, on parle de position verrouillée (côté aiguille plaquée) ou calée (côté aiguille ouverte).

##### Le VCC (Verrou Carter Coussinet)
La plupart des appareils de voie du réseau SNCF sont équipés de  VCC.
Le VCC est composé de trois parties : la tôle, le bâti et le cémain. L'aiguille est plaquée au contre-aiguille à l'aide du cémain qui vient se verrouiller sur le bâti lors de la manœuvre.
Le VCC peut être de différents types suivant si l'appareil de voie est implanté en rails 50 kg/m ou en 60 kg/m. Pour des 50 kg/m, on prendra la référence P ou P80. Les P80 pouvant avoir une ouverture à l'attaque de 115 mm ou 140 mm. Pour les 60 kg/m, on prendra la référence R85 ou R90 en général ayant une ouverture à l'attaque de 115 mm. L'ouverture à l'attaque étant la cote entre l'aiguille et le contre-aiguille mesurée à 500 mm de la pointe réelle de l'aiguille ou à équivalence de la position possible de la première tringle d'écartement, où se positionnent les 2 premiers trous qui servent à l'assemblage de la patte d'articulation de la première tringle d'écartement sur l'aiguille.

#### Le cœur
Les deux voies vers lesquelles le train peut se diriger sont sécantes entre elles au niveau de ce qu'on appelle le « cœur ». C'est à ce niveau qu'il existe une discontinuité dans la file directrice de la roue afin de permettre le passage du « boudin » qui assure pour une part le guidage de la roue sur le rail. L'acier du cœur est extrêmement robuste (acier Hadfield au manganèse) car le passage des roues provoque des chocs répétés. Le cœur est en général une pièce monobloc moulée, sauf pour les vieux aiguillages, ils sont en rails assemblés.
Le cœur est composé d'une pointe de cœur du côté fermé de l'angle, et de pattes de lièvres sur le côté le plus ouvert.
Les cœurs à pointe mobile, de tangente très faible, sont franchissables en voie déviée à grande vitesse (jusqu'à 230 km/h actuellement en France). Dans ce cas, la continuité de la file directrice est préservée.

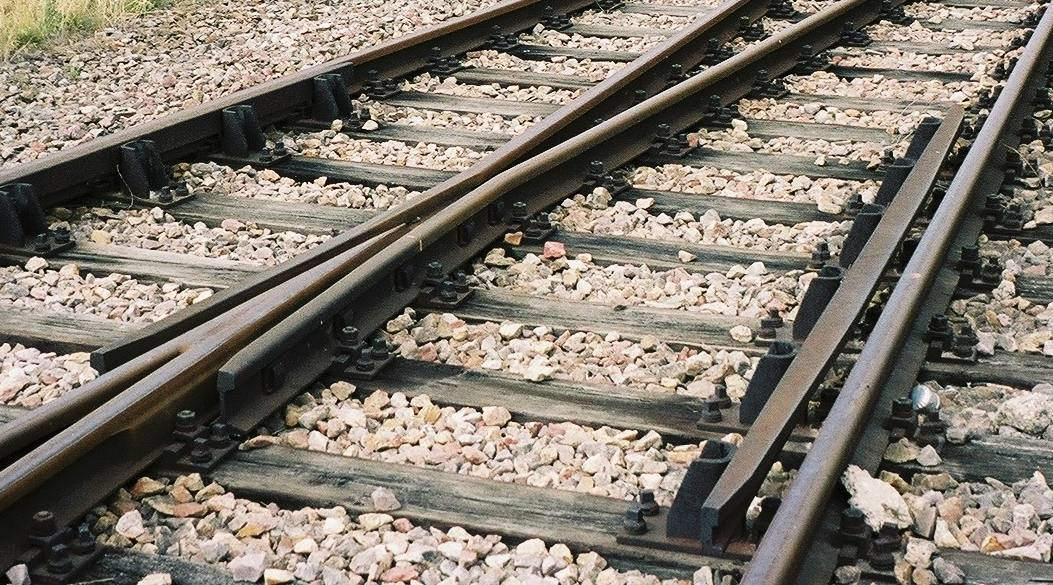
Partie croisement

### La partie croisement
On appelle croisement la partie du branchement dans laquelle une file de rail croise la file opposée. Par exemple pour un branchement en déviation à droite le rail courbe de gauche vient croiser le rail rectiligne de droite. Le cœur de croisement permet d'assurer la transition des roues lors de ce croisement. Les contre-rails permettent de guider les essieux durant cette transition, en particulier au passage de la lacune du cœur.
Pour les lignes à grande vitesse des cœurs à pointe mobile sont généralement utilisés pour garantir une transition continue et ainsi supprimer la lacune.
Il a existé des aiguillages à cœur de type Tyler ne comportant qu'une gorge dans la direction la plus utilisée. L'autre gorge était comblée par une pièce métallique : le véhicule empruntant la voie déviée franchissait le rail et cette pièce en roulant sur le boudin.

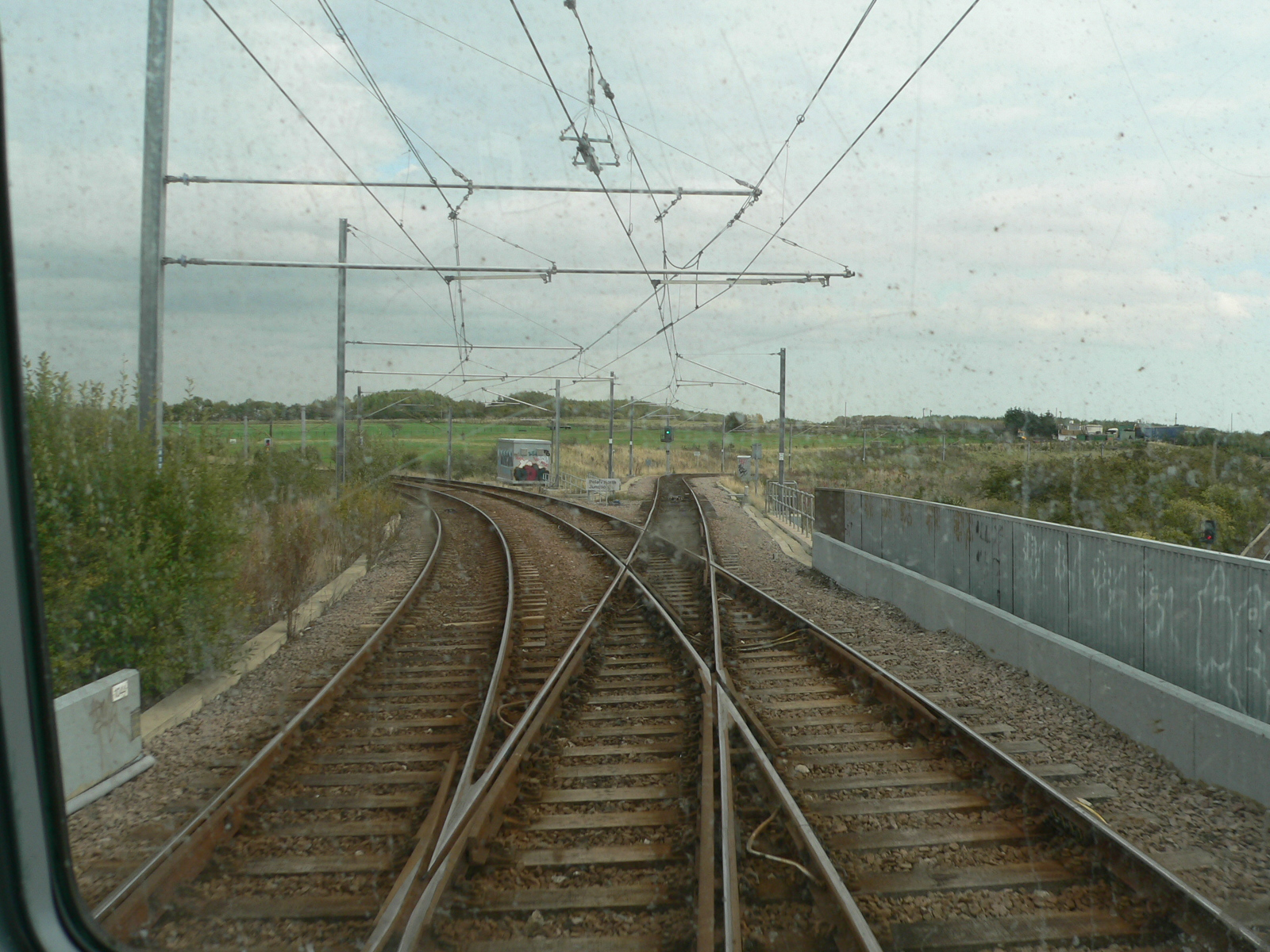
Traversée

## Les traversées

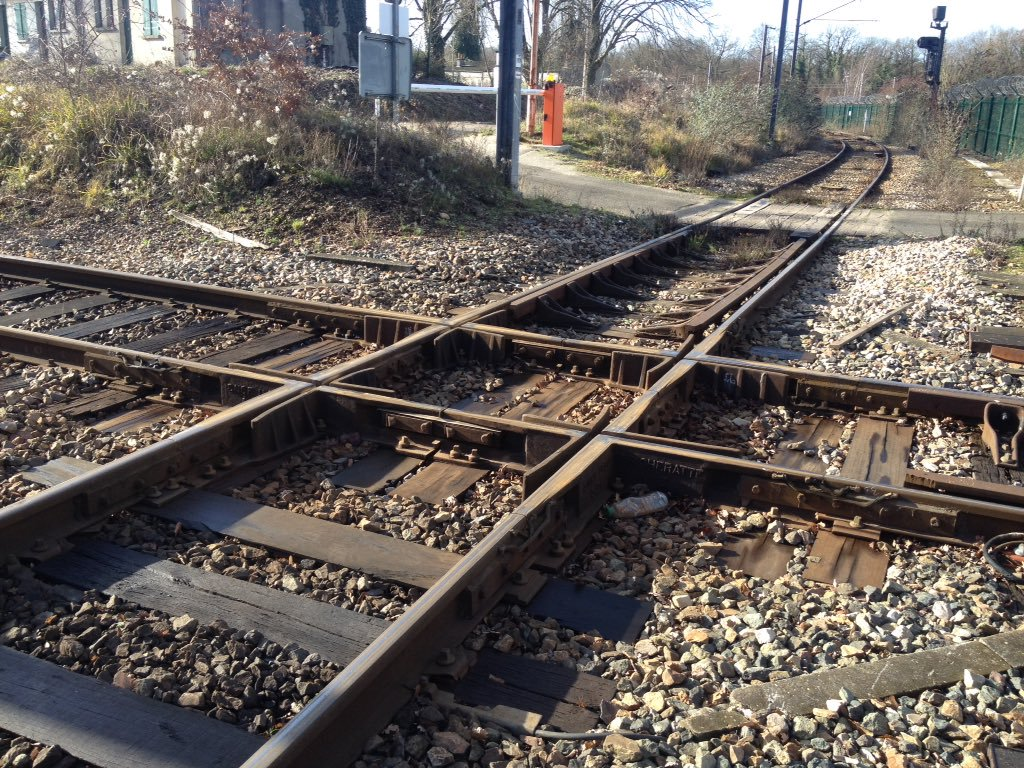
Traversée perpendiculaire située près d'Achères

Les traversées simples permettent le croisement à niveau d'une voie par une autre, sans qu'il ne soit possible d'agir sur l'orientation des trains. Dans certains cas (relativement rares), ces deux voies peuvent être d'écartements différents, par exemple telles que dans la gare de Lucerne (Suisse) où convois à écartement normal (CFF) et convois à écartement métrique (Zentralbahn) s'entrecroisent.

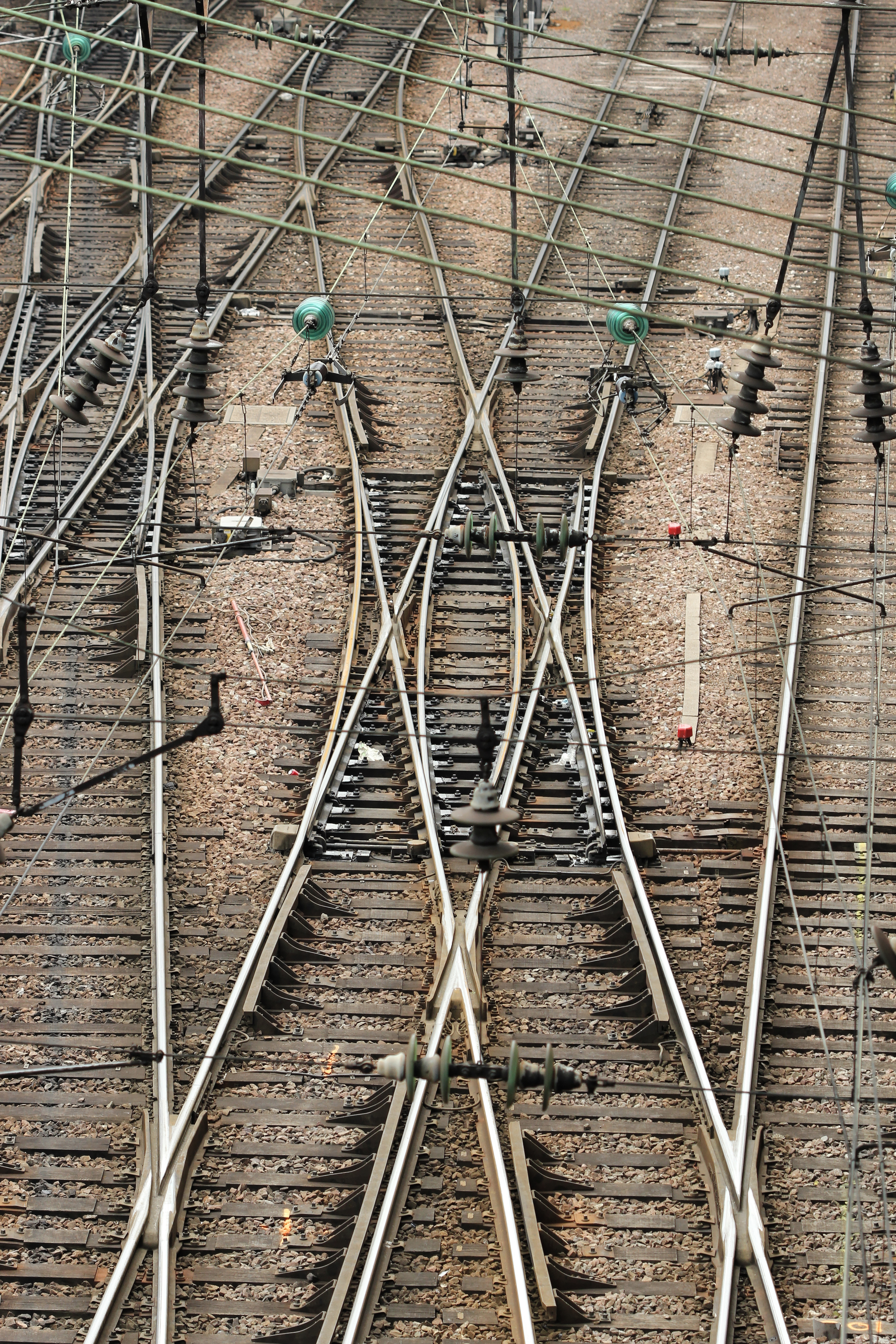
Traversée jonction double, sur les voies de la gare de Paris-Est.

Les traversées jonction permettent le croisement à niveau d'une voie par une autre et également la jonction des deux voies. On distingue :
- les traversées jonction simples (TJS) permettant la jonction des voies uniquement dans un sens de circulation ;
- des traversées jonction doubles (TJD) permettant la jonction des voies dans les deux sens de circulation.

Plus rare, il existe aussi des traversées perpendiculaires qui permettent le croisement de voies. En France, on dénombre très peu de traversées de ce type sur des voies ferrées, mais elles sont cependant plus répandues sur des voies de tramway en ville, car leur tracé dépend de l'agencement des rues. Ces traversées nécessitent cependant des précautions sur l'isolation électrique des caténaires qui se croisent. Normalement, quand deux voies ou deux paires de voies se croisent, elles sont à des niveaux différents et une passe en dessus de l'autre sur un pont (le saut-de-mouton).

## Les taquets d'arrêt et taquets dérailleurs
Les taquets pallient le risque de dérive (mouvement de véhicules non contrôlé) : ils sont utilisés pour protéger des parties de voie (par exemple la sortie d'un embranchement, d'une voie de stationnement).
Les taquets sont « dérailleurs » ou « d'arrêt », selon qu'ils sont prévus pour provoquer le déraillement sur un côté de la voie ou bien pour arrêter un mouvement à faible vitesse.
Le taquet a deux positions : haut ou bas.

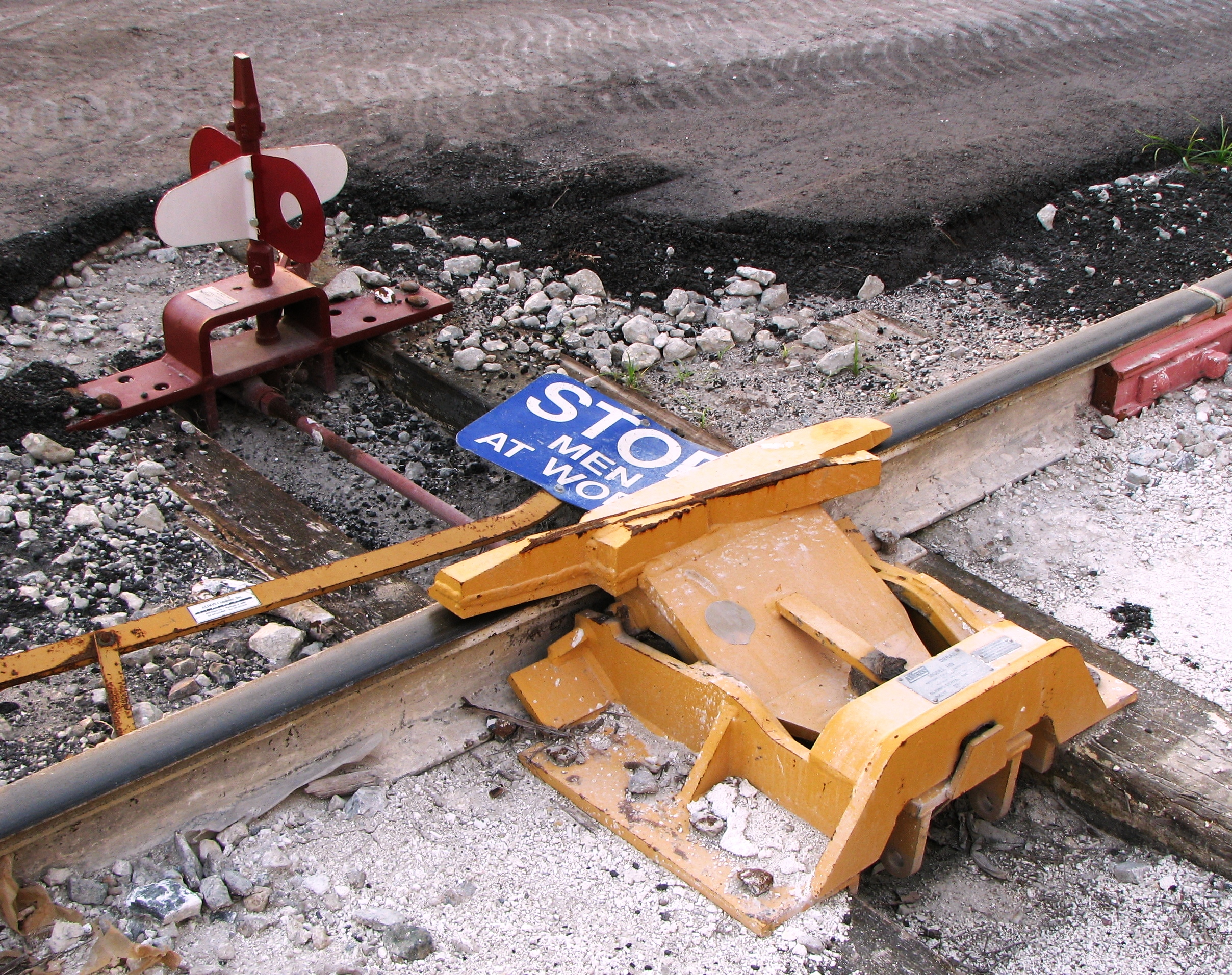
Dérailleur.

## Les appareils de dilatation
L'appareil de dilatation est un dispositif de dilatation utilisé en extrémité de Long rail soudé (LRS). L'appareil de dilatation, couramment appelé « AD » est constitué de deux rails (aiguilles) taillés en biseau venant se plaquer contre deux autres rails usinés (contre-aiguilles) de manière qu'il n'y ait pas de discontinuité dans la surface de roulement. Le couple aiguille/contre-aiguille est maintenu en contact par des coussinets (de glissement) leur interdisant tout déplacement latéral tout en autorisant un libre déplacement longitudinal. Les traverses sur lesquelles reposent ce dispositif sont reliées entre elles par des pièces métalliques (liernes) bridant leur déplacement.

## Norme
La norme AFNOR européenne (EN) et française (NF) pour la fourniture d'appareils de voie est la EN 13232.

## Galerie

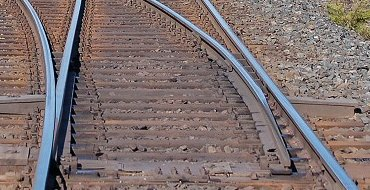
Le détail de la partie aiguillage en position directe.
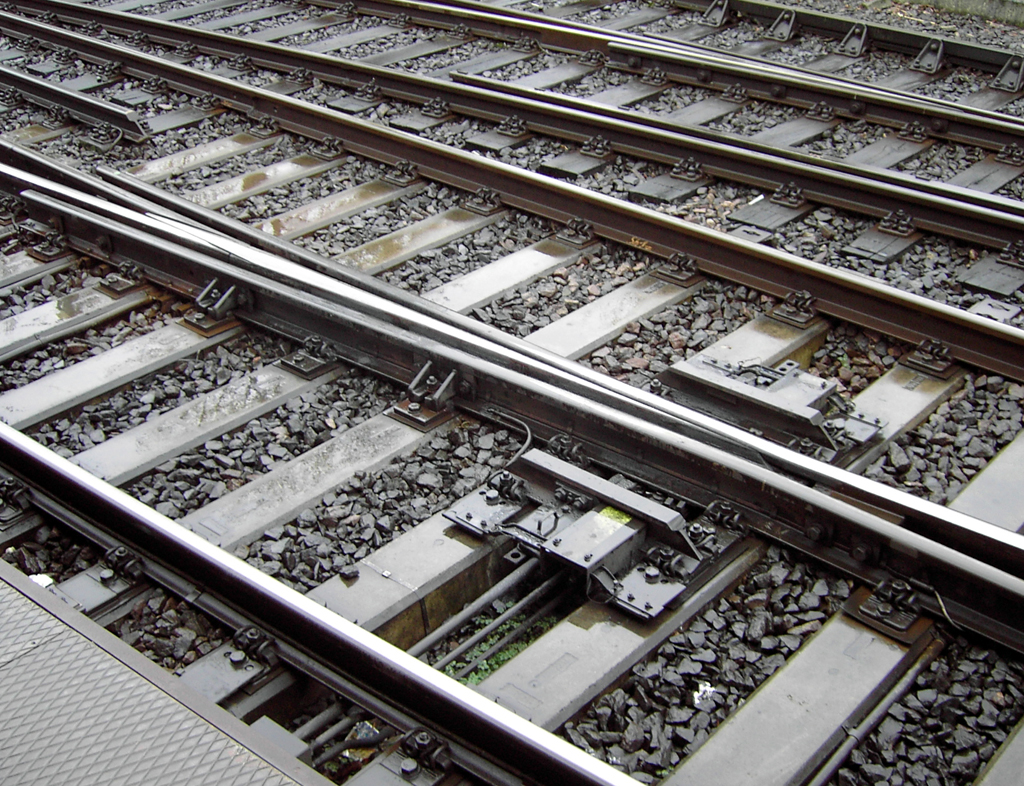
Cœur à pointe mobile : la pointe se déplace contre le berceau pour assurer le guidage continu des roues.
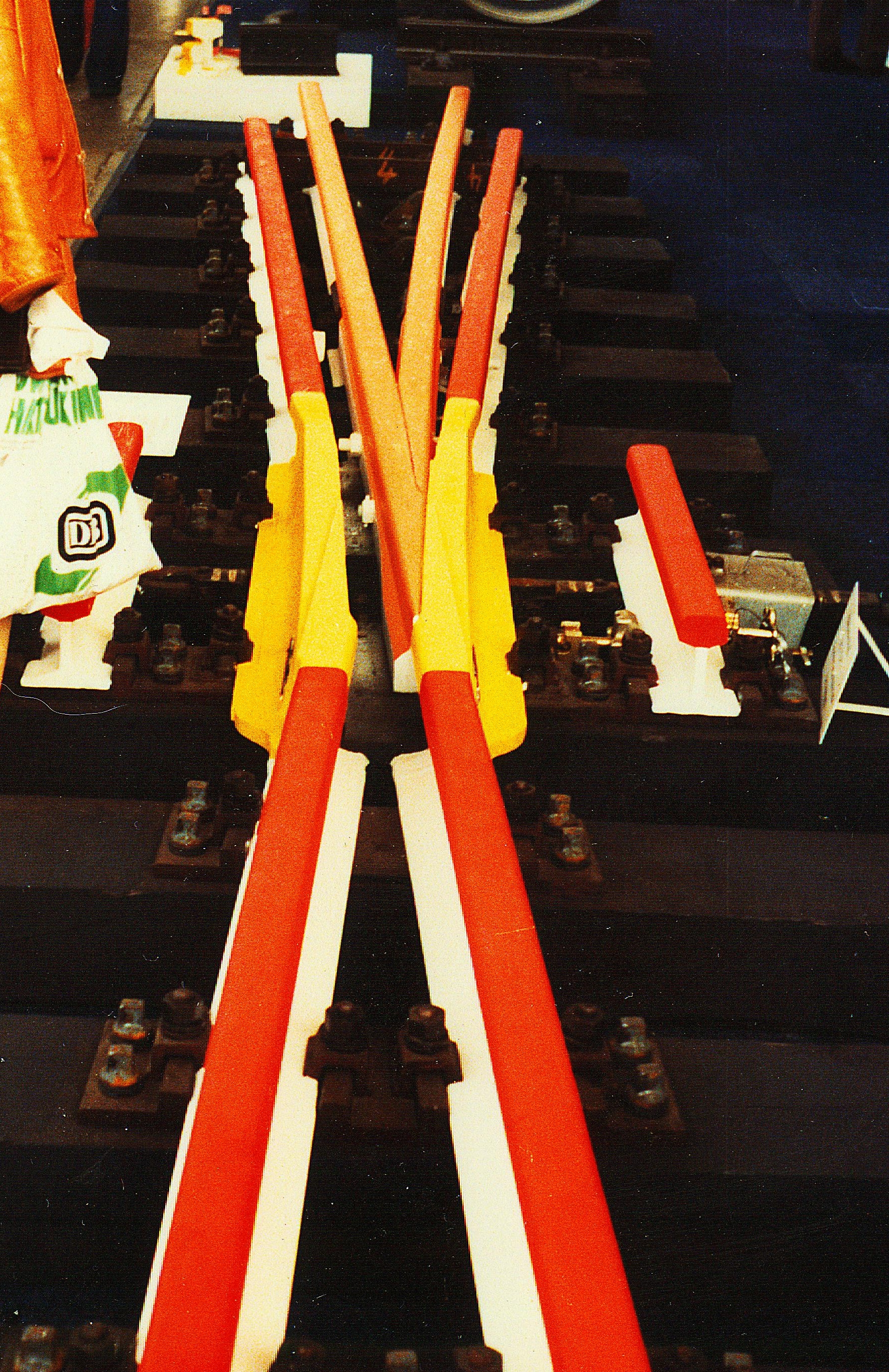
Cœur à pointe mobile présentant les différentes partie du cœur.
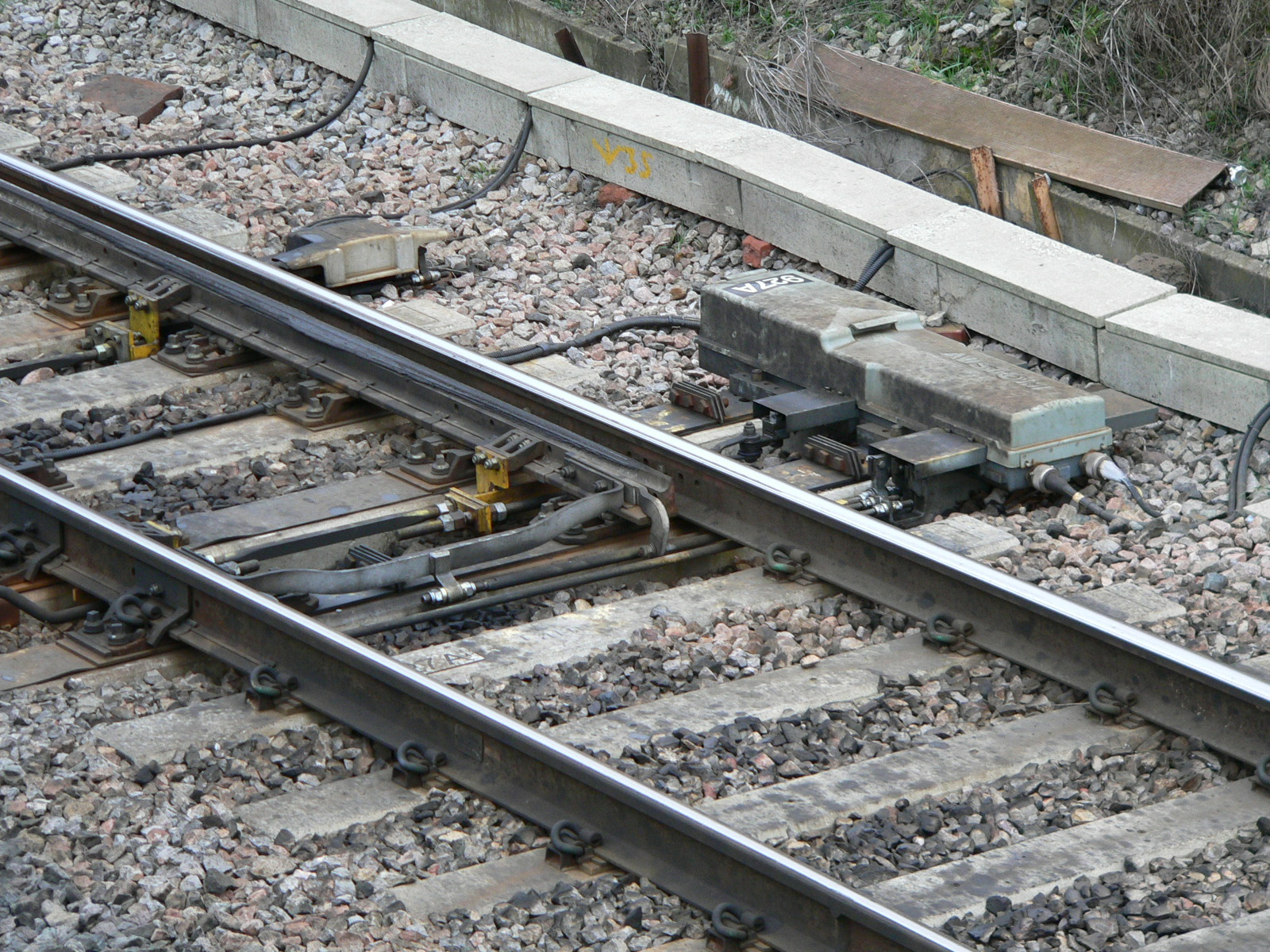
Un moteur d'aiguilles : Son rôle est d'assurer le déplacement des aiguilles par l'intermédiaire des tringles de manœuvre.
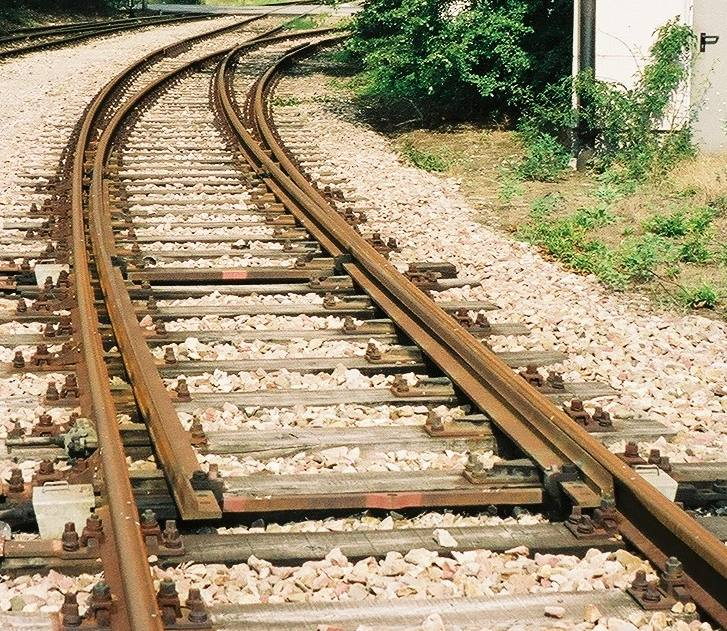
Branchement enroulé : la voie directe est courbe.
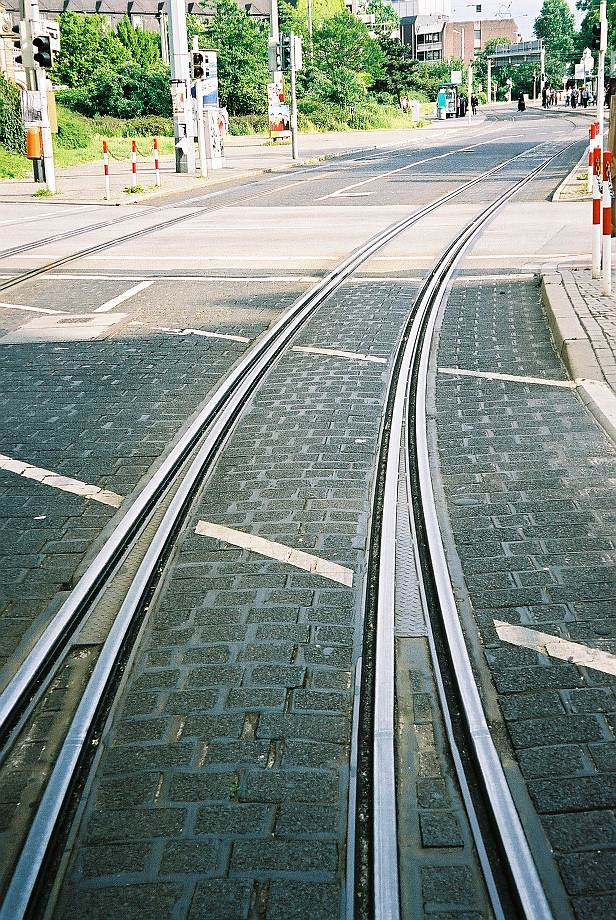
Branchement de type tramway : il est intégré dans la chaussée permettant la circulation automobile sur la même plateforme.
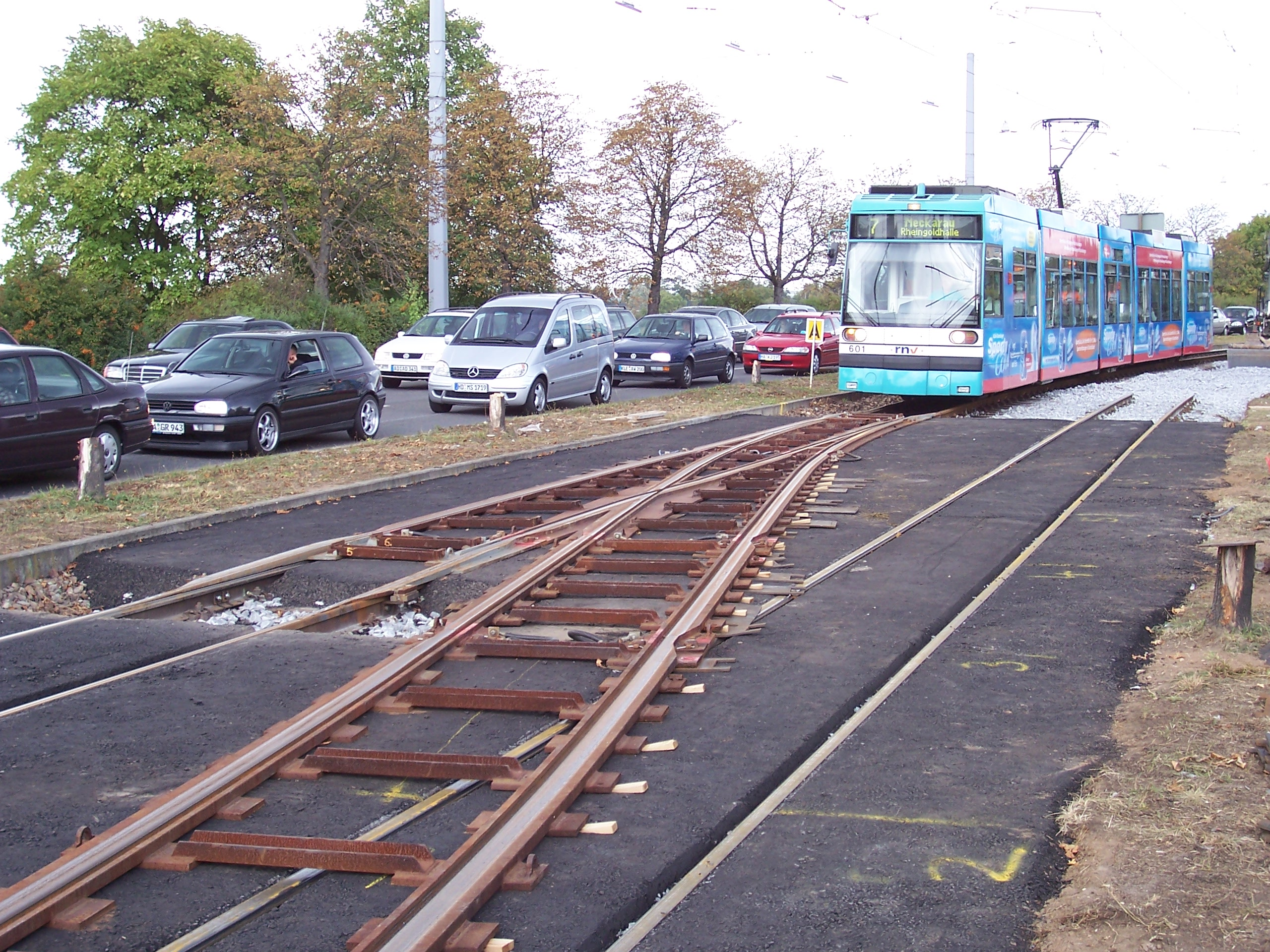
Communication de tramway de type "Californien" : Appareil provisoire.
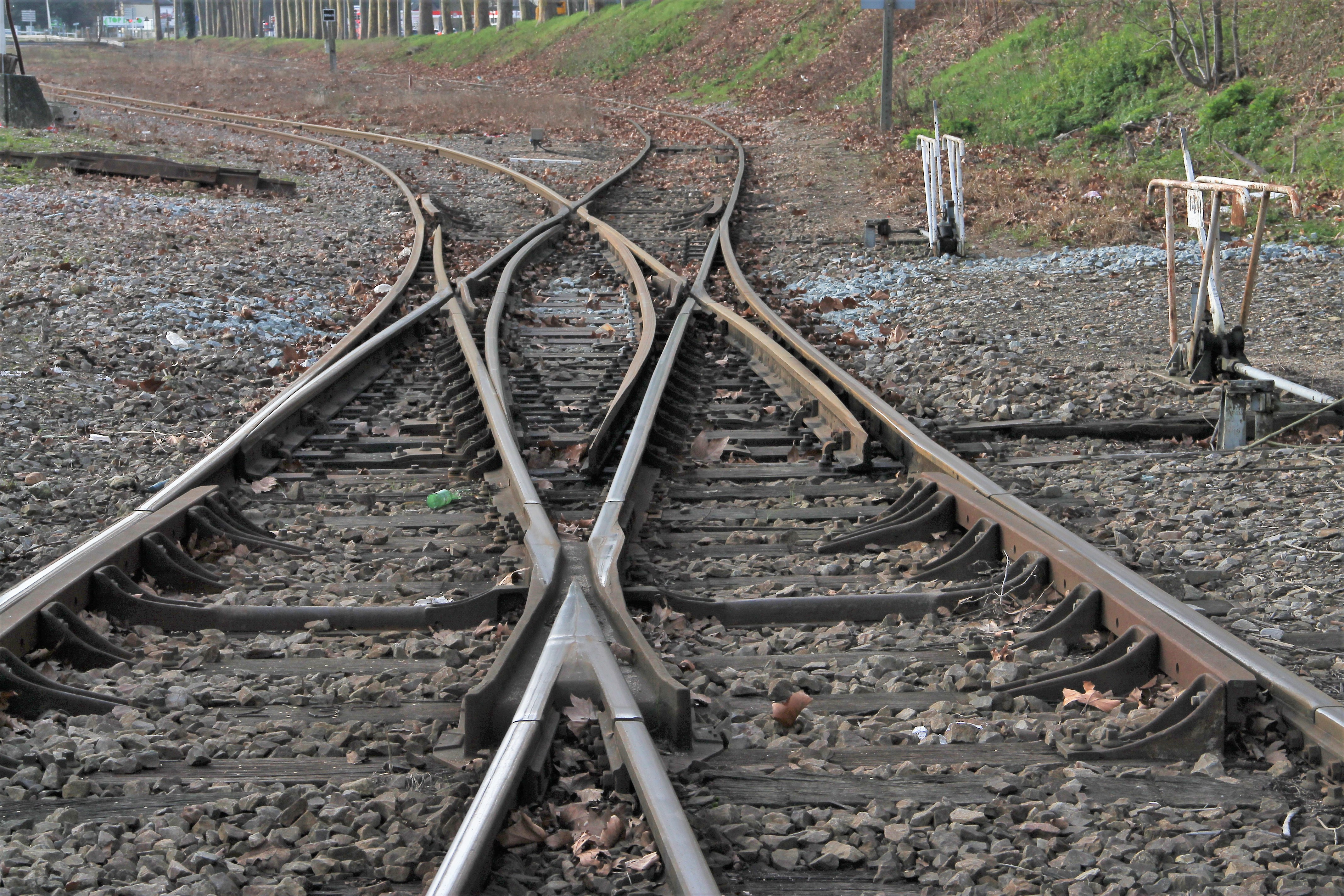
Traversée-jonction double à commande manuelle (voies rive droite du port de Rouen).
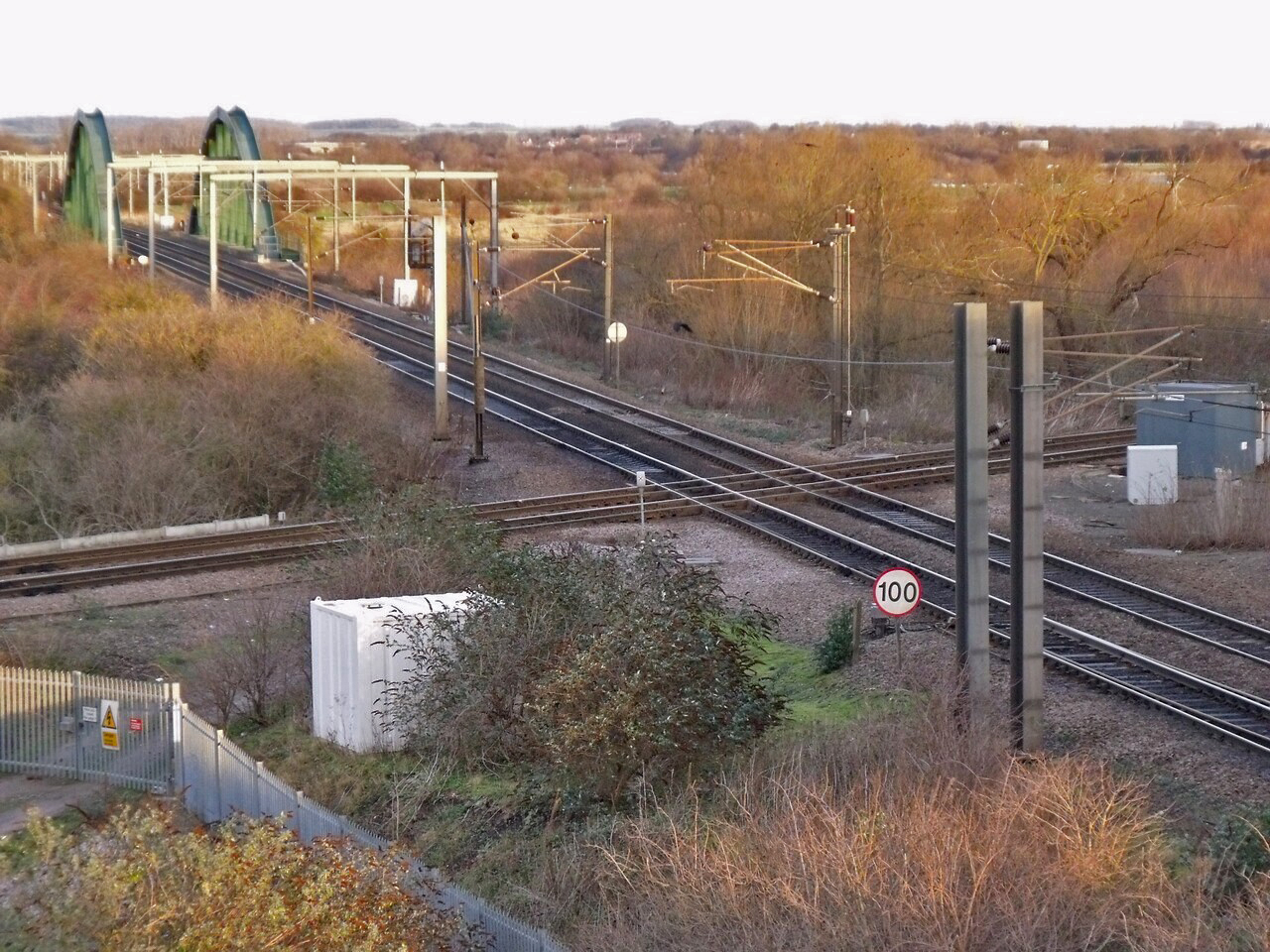
Traversée perpendiculaire double sur l'East Coast Main Line en Angleterre, la seule survivante dans ce pays.